# زارائوز
زارائوز (به اسپانیایی: Zarauz) یک دهستان در اسپانیا است که در سرزمین باسک (منطقه خودمختار) واقع شده‌است. زارائوز ۱۴٫۸ کیلومتر مربع مساحت و ۲۲٬۶۵۰ نفر جمعیت دارد و ۴ متر بالاتر از سطح دریا واقع شده‌است.

## خواهرخوانده
شهرهای کاردانو ال کامپو و پونترالیه خواهرخوانده‌های زارائوز هستند.